# 煙樹ヶ浜

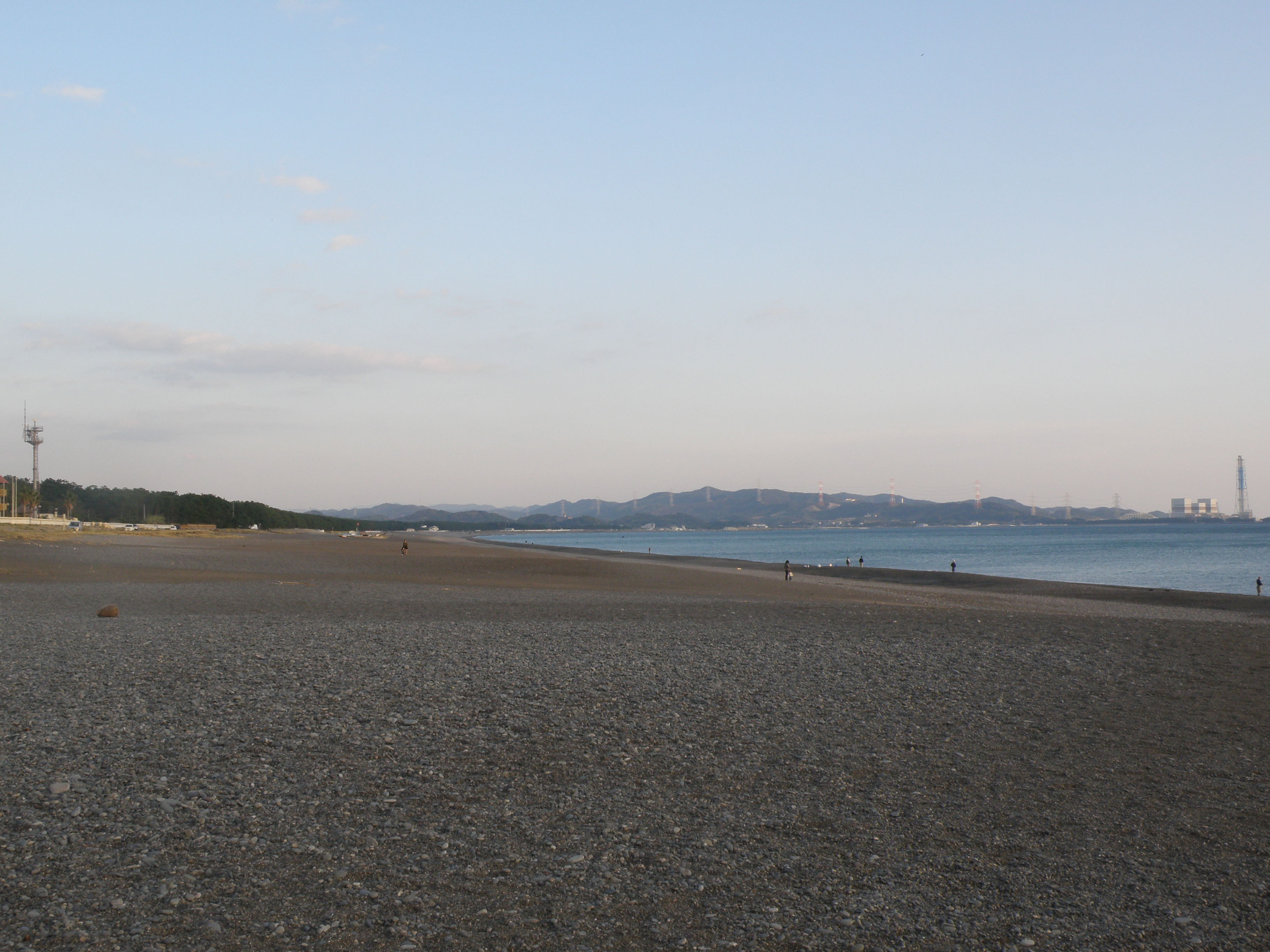
煙樹ヶ浜

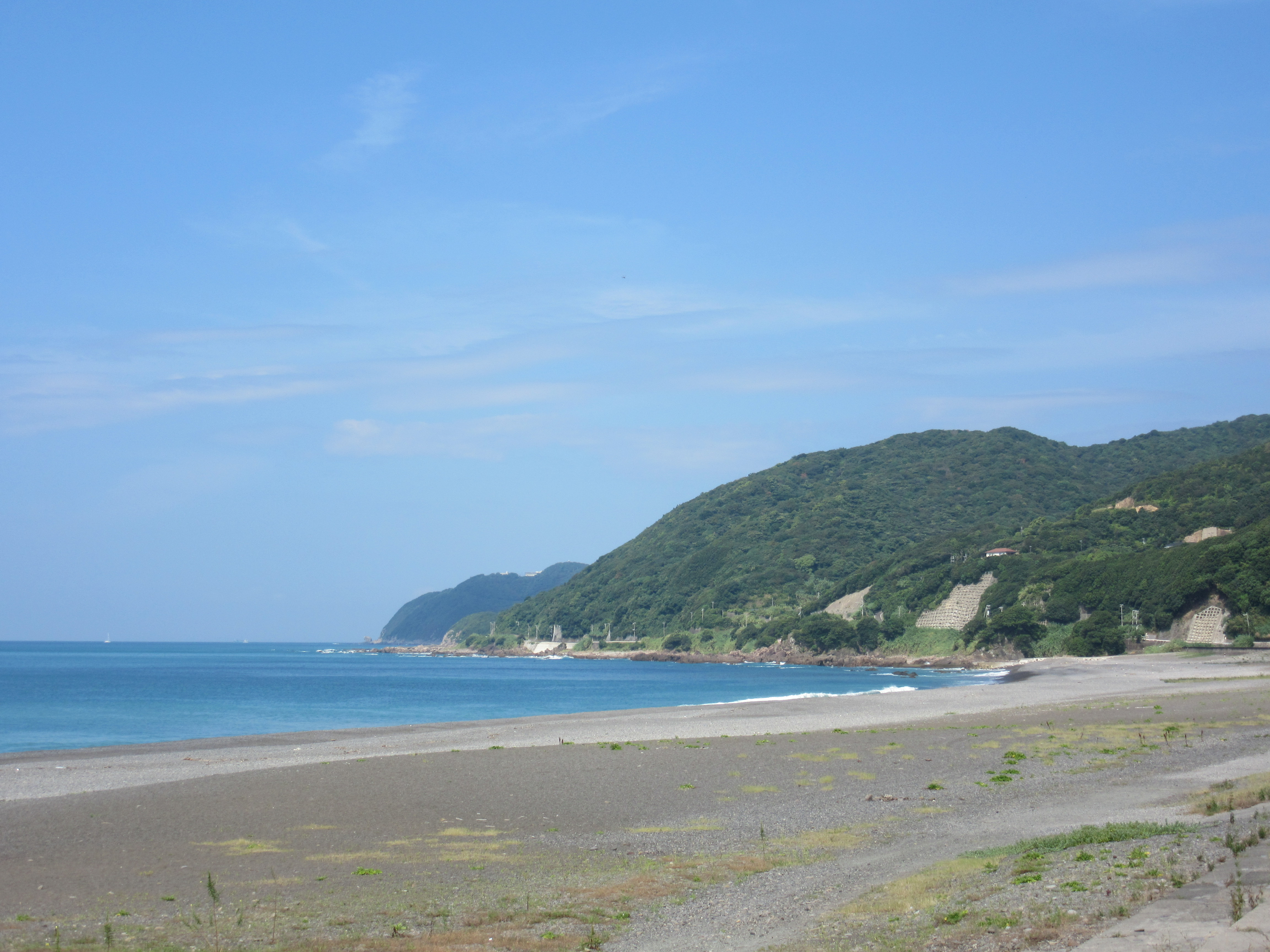
煙樹ヶ浜から三尾方面

煙樹ヶ浜（えんじゅがはま）は、和歌山県日高郡美浜町にある海岸。クロマツの松林があり、全長約4.5kmに及ぶ松林は近畿地方で最大規模である。

## 概要
周辺は煙樹海岸県立自然公園に指定されている。
太平洋に臨み、日高川河口から約4kmにわたって弓なりに砂利の海岸が続く。背後には、初代紀州藩主の徳川頼宣が防潮林として植えさせたという松林がある。
日本の白砂青松100選に選ばれている。

## 利用
キャンプ場が整備されている。キャンプ場の開設期間は、ゴールデンウィーク期間および夏期である。釣り客も多い。一方、海は流れが速く、すぐに深くなっており、遊泳禁止である。
シラスの地引網漁が行われており、名物となっている。
2012年より、和歌山駐屯地の第304水際障害中隊が中心となって水際地雷（対上陸用舟艇の機雷）の設置訓練が行われている。これまでは夏場のみ北海道に行かなければ訓練ができなかったため、煙樹ヶ浜での訓練ができるようになったことは、練度の向上が期待できる。

## 交通
- JR西日本紀勢本線御坊駅から路線バスで約15分またはタクシーで約10分。

## 周辺情報
- 御崎神社